# Корчагин, Алексей Урванович
Алексей Урванович Корчагин (род. 1952) — учёный-геолог, геохимик, лауреат премии имени С. С. Смирнова (2009). Заведующий лабораторией платинометалльного рудогенеза в Геологическом институте КНЦ РАН.

## Биография
Родился 30 апреля 1952 года в Чите.
В 1974 году — окончил Московский геологоразведочный институт.
В 1990 году — защитил кандидатскую диссертацию.
С 1974 по 1981 годы — работал геологом на комбинате «Печенганикель», где проводил разведку Заполярного месторождения и пересчёт запасов месторождения Восток в Мурманской области.
С 1982 года — работает в Геологическом институте КНЦ РАН — заведующий лабораторией платинометального рудогенеза.
С 1992 года — генеральный директор ОАО «Пана», которое ведёт поиск и разведку полезных ископаемых.

## Научная деятельность
Изучает геологическое строение расслоенных интрузивов Кольского полуострова; ведёт поиск комплексных платинометальных руд, исследует закономерности их локализации и вещественный состав.
Обосновал самостоятельный геолого-промышленный тип месторождений богатых руд, выделил перспективные площади их поиска, выявил прямые доказательства многофазности никеленосного магматизма в Печенгском рудном поле, обнаружил и изучил новое проявление богатых руд в пикритовом покрове.
Один из инициаторов разворачивания в ГИ крупномасштабных исследований по изучению и промышленному освоению комплексного платинометального малосульфидного оруденения на Федорово-Панских тундрах.
Участвовал в выделении и обосновании Кольской платинометальной провинции.
Являлся ответственным исполнителем темы «Платинометальное оруденение Мончегорского и Мончетундровского интрузивов: закономерности размещения, минералогия и геохимия платинометальных руд».
Под его руководством обнаружены, разведаны и поставлены на государственный баланс 2 объекта этих руд в пределах массива Федорово-Панских тундр: месторождения Федоровотундровское и Киевей.
Автор более 60 публикаций, в том числе коллективной монографии «Медно-никелевые месторождения Печенги».

## Основные публикации (в соавторстве)
- Basal Platinum-Group Element Mineralisation in the Fedorov Pansky Layered Mafic Intrusion, Kola Peninsula, Russia, 2002;
- Fedorov-Pana Layered Mafic Intrusion (Kola Peninsula, Russia), 2005;
- Платинометалльное месторождение Киевей в Западно-Панском расслоенном массиве: геологическое строение и состав оруденения, 2009.

## Награды
- Премия имени С. С. Смирнова (совместно с Ф. П. Митрофановым, за 2009 год) — за серию работ «Научное обоснование, открытие и изучение ряда промышленных платино-палладиевых месторождений нового типа Кольской платинометалльной провинции»
- Почётный диплом КНЦ — за важнейшие результаты исследований Российской академии наук в 2008 году
- Нагрудный знак «Почётный разведчик недр»